# Anna Gras
Anna Gras (Barcelona, 31 d'octubre de 1980) és una actriu catalana. Coneguda per haver participat en diferents sèries de televisió, com La que se avecina, La peluqueria, La casa de papel i Sé quién eres.

## Biografia
Anna va començar els seus estudis a Espanya però més tard va seguir amb ells en Nova York. Els seus primers passos en l'actuació van de la mà de Pep Antón Gómez en una companyia de teatre a la Universitat Pompeu de Barcelona, en aquesta companyia realitzà obres com Somni d'una nit d'estiu com a Hermia o també Un barret de palla d'Itàlia com la baronessa.
Després d'acabar l'institut, començà a estudiar dret i després d'acabar la carrera, va iniciar la d'art dramàtic, compaginant els estudis amb la dansa i el cant. Després de finalitzar els seus estudis en el conservatori la van agafar per Mamá Carlota, compartint trama amb Rosario Pardo, Marcel Borràs, Ferran Rañé, entre d'altres.
Després de diversos anys interpretant papers secundaris, el 2014 sortir en un capítol de La que se avecina interpretant a Begoña, una noia que es troba en el manicomi on ingressen a Maite (Eva Isanta) i a la Violeta (Silvia Abril). Després d'això participa en la pel·lícula Ara o mai protagonitzada per Dani Rovira i María Valverde.
El 2017 va sortir en un capítol de la sèrie de Telecinco, Sé quién eres. Aquell mateix any s'incorpora a La casa de papel, la nova sèrie d'Antena 3 on ella interpreta a Mercedes Colmenar, la professora dels alumnes que es troben segrestats a la Fàbrica Nacional de Moneda i Timbre, compartint trames amb Úrsula Corberó, Pedro Alonso, Paco Tous, Alba Flores, entre d'altres.
L'estiu del 2017 estrena a La 1, La peluqueria una sitcom que es desenvolupa en una perruqueria de barri, interpretant a Marga, la perruquera i amiga de la Nati (Chiqui Fernández) i companya de Paloma (Bàrbara Mestanza).

## Filmografia

### Sèries de televisió
| Any  | Títol                   | Personatge              | Notes        | Cadena    |
| ---- | ----------------------- | ----------------------- | ------------ | --------- |
| 2008 | La mare Carlota         | -                       | -            | TV3       |
| 2014 | La que se avecina       | Begoña                  | 1 episodi    | Telecinco |
| 2015 | Big Band Clan           | Amanda                  | 23 episodis  | Clan      |
| 2017 | Sé quién eres           | infermera Charry        | 1 episodi    | Telecinco |
| 2017 | La casa de paper        | Mercedes Colmenar       | 14 episodis  | Antena 3  |
| 2017 | La peluqueria           | Margarita "Marga" Gómez | 118 episodis | La 1      |
| 2019 | Benvinguts a la familia | Ayla Novell             | 7 episodis   | TV3       |

### Cinema
| Any  | Títol                  | Personatge         | Notes           |
| ---- | ---------------------- | ------------------ | --------------- |
| 2011 | All Stars 2: Old Stars | Jose               | Paper secundari |
| 2011 | Floquet de neu         | Minyona Luc de Sac | Paper secundari |
| 2012 | Mentiders              |                    |                 |
| 2014 | Ara o mai              | Sis                | Paper secundari |